# Виліново
Виліново (Віляново, пол. Wilanowo) — село в Польщі, у гміні Мельник Сім'ятицького повіту Підляського воєводства. Населення — 232 особи (2011).

## Історія
Вперше згадується на початку XVI століття.
У 1975—1998 роках село належало до Білостоцького воєводства.

## Демографія
Демографічна структура станом на 31 березня 2011 року:
|          | Загалом | Допрацездатний вік | Працездатний вік | Постпрацездатний вік |
| -------- | ------- | ------------------ | ---------------- | -------------------- |
| Чоловіки | 104     | 13                 | 60               | 31                   |
| Жінки    | 128     | 17                 | 51               | 60                   |
| Разом    | 232     | 30                 | 111              | 91                   |